# James Hargreaves

Modelo de la spinning jenny en un museo de Wuppertal, Alemania.

James Hargreaves (1720 - 22 de abril de 1778) fue un tejedor, carpintero e inventor inglés, célebre por crear la hiladora Jenny. En 1763.
Junto con Richard Arkwright, Hargreaves es uno de los hombres más conocidos de la Revolución industrial en Gran Bretaña, aunque se sabe poco sobre su persona. Se dice que pudo nacer en Oswaldtwistle o en Lancashire, pero vivió en Blackburn, que por entonces no era más que un pueblo de unos 5 000 habitantes, conocido por la fabricación de los «Blackburn greys», ropajes hechos de una trama de Lino textil y algodón que normalmente se enviaban a Londres para que allí se les imprimiera algún motivo. La demanda de hilo de algodón desbordó pronto a la oferta, pues la rueda de hilar de un solo hilo no podía abastecerla.
Se dice que la idea de la Jenny se le ocurrió al ver una rueda de un solo hilo girando sin control en el suelo en posición horizontal. Se dio cuenta de que si se situaban varios hilos alineados y la rueda se ponía en horizontal en lugar de en vertical se podrían hilar varios hilos a la vez. Esta idea pudo nacer en la cabeza de Hargreaves o quizás en la de Thomas Highs, que tenía una hija llamada Jenny; las fuentes están en desacuerdo.
Hargreaves se enfrentaría pronto a los luditas de Lancashire, hiladores tradicionales que veían peligrar sus puestos de trabajo por la invención de la nueva hiladora. Tras irrumpir en su taller y destruir toda su maquinaria, Hargreaves tuvo que trasladarse a Nottingham, donde la industria del algodón se beneficiaría del incremento de producción de hilo. También Arkwright se trasladaría al Nottingham, donde alcanzó aún más éxito que Hargreaves. Hargreaves hizo jennies para un hombre llamado Shipley. En julio de 1770 pidió la patente para su máquina, lo que le permitió emprender acciones legales contra los fabricantes de Lancashire que habían empezado a usar su diseño sin su permiso. Sin embargo, al haber pedido la patente con tanta tardanza su demanda no prosperó. Aun así, Hargreaves continuó en el negocio hasta su muerte en 1778, un año antes de que Samuel Crompton inventase la spinning mule, de diseño superior. Cuando murió, la Jenny era muy utilizada en toda Gran Bretaña. Hargreaves murió en relativa pobreza.